# Condado de Gooding
O Condado de Gooding é um dos 44 condados do Estado americano do Idaho. A sede do condado é Gooding, que é também a sua maior cidade. O condado tem uma área de 1901 km² (dos quais 8 km² estão cobertos por água), uma população de 14 155 habitantes, e uma densidade populacional de 7,5 hab/km² (segundo o censo nacional de 2000). Foi fundado em 1913 e recebeu o seu nome como homenagem ao senador Frank R. Gooding.